# شهرستان لوبوک (تگزاس)
شهرستان لوبوک، تگزاس (به انگلیسی: Lubbock County, Texas) یک سکونتگاه مسکونی در ایالات متحده آمریکا است که در تگزاس واقع شده‌است.

## خصوصیات
شهرستان لوبوک ۲٬۳۳۳٫۵۹ کیلومترمربع مساحت دارد.